# سیارک ۲۱۵۰۵
سیارک ۲۱۵۰۵ (به انگلیسی: 21505 Bernert، نامگذاری:1998KG28) بیست و یک هزار و پانصد و پنجمین سیارک کشف شده‌است که در ۲۲ مه ۱۹۹۸ کشف شد.
قدر مطلق سیارک برابر ۱۱.۷ است.